# Hans Bangerter

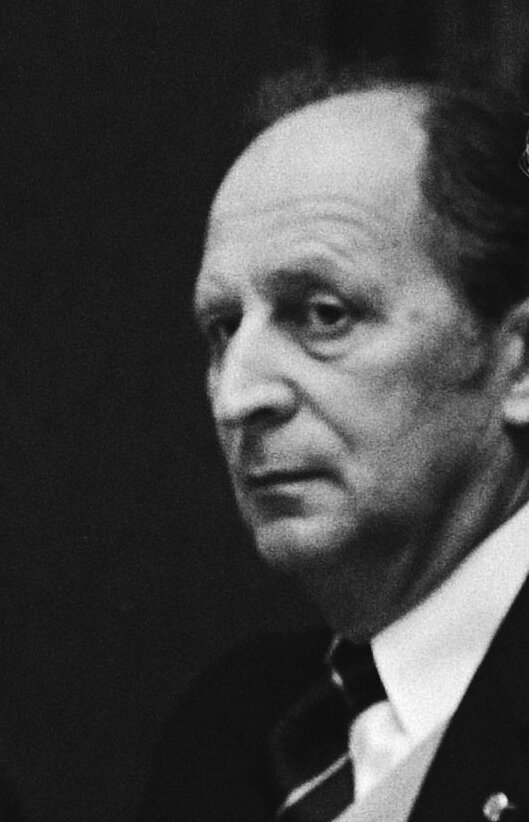
Hans Bangerter (1979)

Hans Bangerter-Jaggi (* 10. Juni 1924 in Studen; † 29. Juli 2022) war ein Schweizer Fussballfunktionär.

## Leben
Bangerter gründete als Heranwachsender den Fussballclub Studen Junioren und war bei dem Verein zeitgleich Vorsitzender, Spieler und Trainer. Er erlangte einen Abschluss an der Technischen Fachhochschule in Biel und war beruflich bei der Post tätig. Er wechselte an die Eidgenössische Turn- und Sportschule nach Magglingen und wurde dort als Sekretär Verwaltungsmitarbeiter. Dank seinen Sprachkenntnissen bekam er an der Turn- und Sportschule auch die Aufgabe übertragen, Gäste aus dem Ausland zu betreuen. Auf diesem Weg lernte Bangerter unter anderem Funktionäre des Fussballweltverbandes FIFA kennen, darunter den damaligen Vorsitzenden Stanley Rous. Die geknüpften Kontakte verhalfen ihm, beruflich im Fussballsport tätig zu werden: 1953 trat Bangerter bei der FIFA das Amt des stellvertretenden Generalsekretärs an. In seiner siebenjährigen Beschäftigung bei der FIFA wirkte er unter anderem an der Durchführung der Weltmeisterschaften 1954 und 1958 mit.
Zum Jahresbeginn 1960 nahm Bangerter beim europäischen Fussballverband UEFA seine Tätigkeit als Generalsekretär auf und tat dies anders als seine Vorgänger als hauptamtlicher Mitarbeiter. Bangerter erreichte, dass der Verband seinem Wunsch entsprechend von Paris nach Bern zog.
1966 gab Bangerter beim Berner Goldschmied Jürg Stadelmann die Anfertigung von Entwürfen eines neuen Siegerpokals für den Europapokal der Landesmeister in Auftrag. Durch die Einbeziehung von Einzelelementen mehrerer Vorschläge entstand der ab 1967 vergebene Pokal.
Er erfand die in europäischen Wettbewerben angewandte Auswärtstorregel und setzte die ab 1968 verbindlich geltende einheitliche Festlegung von Tagen für die Austragung von Europacupbegegnungen durch, wodurch der Spielplan geordnet wurde. Von der Vereinheitlichung des Wettkampfkalenders versprach sich Bangerter unter anderem eine erhöhte Beliebtheit und Übersichtlichkeit der Wettbewerbe.
Den 29. Mai 1985, an dem bei der Massenpanik im Brüsseler Heysel-Stadion 39 Menschen ums Leben kamen, bezeichnete Bangerter als «den schwärzesten Tag» in der bisherigen UEFA-Geschichte und als «grösste Katastrophe meines Lebens». Bei der gerichtlichen Aufarbeitung wurde Bangerter in einem Strafprozess freigesprochen. Ende Juni 1990 wurde er in einem Zivilverfahren vom Brüsseler Berufungsgericht zu einer Bewährungsstrafe von drei Monaten sowie zu einer Geldbusse verurteilt. Ein Kassationsgericht bestätigte Mitte Oktober 1991 das Urteil. Die UEFA erkannte die Zuständigkeit der belgischen Justiz nicht an. Bangerter vertrat die Sichtweise, dass der belgische Fussballverband gemäss UEFA-Regelwerk für die Durchführung des Spiels verantwortlich war.
Bangerters Amtszeit als Generalsekretär der UEFA endete am 31. Dezember 1988 mit seinem Eintritt in die Rente. Im Juni 1992 ernannte ihn der Verband zum Ehrenmitglied. Die FIFA zeichnete ihn mit ihrem Verdienstorden aus, er war des Weiteren Ehrenmitglied des Schweizerischen Fussballverbands.
Bangerter war zweimal verheiratet, er hatte drei leibliche Kinder sowie zwei Stiefkinder.